# Black Star Dancing
Black Star Dancing è un EP del gruppo musicale Noel Gallagher's High Flying Birds, pubblicato il 2 maggio 2019.

## Video musicale
Il videoclip promozionale del brano, diffuso il 7 maggio 2019, vede Noel Gallagher esibirsi in un social club in un'atmosfera ispirata agli anni '70. La band è introdotta da Bernard Manning. Il video include materiale d'archivio tratto dal varietà di ITV The Wheeltappers and Shunters Social Club, trasmesso dal 1974 al 1977. Tra il pubblico compare Colin Crompton.

## Tracce
1. Black Star Dancing
2. Rattling Rose
3. Sail On
4. Black Star Dancing (12" Mix)
5. Black Star Dancing (The Reflex Revision)